# Katty Kowaleczko
Katarzyna Helena Kowaleczko Henríquez (Santiago, 2 de octubre de 1964) es una actriz, directora de teatro y presentadora de televisión chilena, de ascendencia polaca.

## Biografía
Nació el 2 de octubre de 1964 en Santiago. Hija de Tadeusz Kowaleczko; natural de Polonia, quien emigró a Chile en 1950 tras la Segunda Guerra Mundial,y de Gladys Henríquez Loyola. Cursó sus estudios primarios y secundarios en el Colegio Santa Familia de Santiago.

## Carrera artística
Comenzó su carrera muy joven cuando participó como modelo en Sábado gigante de Canal 13. Gracias a su participación en cástines, debutó en las telenovelas en 1987, específicamente en la telenovela La invitación, dirigida por Óscar Rodríguez Gingins. Luego, debutó en teatro con la obra La única noche que pasé contigo, dirigida por Lucho Córdoba. Ha participado en su totalidad en las producciones dramáticas de Canal 13 y tuvo un breve paso por TVN, donde además se hizo conocida por animar el programa infantil Arboliris. Regresa a Canal 13 para protagonizar la teleserie Marrón Glacé y por varios años no se desligó de la entonces estación católica.
Ha participado en exitosos montajes teatrales como Monólogos de la vagina y además ha estado en algunos filmes. En 2004, se consolida gracias su rol de una amante en la teleserie Tentación, donde además rapó su cabeza por su personaje que tenía cáncer. En la Teletón 2006, protagonizó un estriptis. Luego trabajó en el docurreality "Nacidos para ganar". Además participa en la serie chilena Los 80. 
En junio de 2010 se hace público que deja Canal 13 para emigrar a Chilevisión y protagonizar con un papel doble, la próxima teleserie nocturna de dicho canal, Infiltradas. Como anécdota en su contrato con la señal privada quedó estipulado seguir en el gran éxito que es Los 80 durante sus siguientes temporadas.
El 31 de mayo de 2015, tras la desvinculación de Alberto Gesswein (creador de Los 80), Canal 13 rompió vínculos con Kowaleczko. En marzo de 2016, el productor Matías Ovalle le ofreció el rol principal de la comedia de situaciones Once comida de TVN.

## Filmografía
| Año  | Título                     | Papel                 | Director          |
| ---- | -------------------------- | --------------------- | ----------------- |
| 2004 | Promedio rojo              | Madre de Fele         | Nicolás López     |
| 2004 | El último sacramento       | Sofía                 | Camilo Becerra    |
| 2005 | Secuestro                  | Rosa María            | Gonzalo Lira      |
| 2005 | Condena perpetua           | Esperanza Ballesteros | Jorge Calderón    |
| 2007 | Fiestapatria               | Lorena                | Luis R. Vera      |
| 2007 | Malo                       | Leonor                |                   |
| 2013 | Mamá ya crecí              | Ana María Echeverría  | Sebastián Badilla |
| 2013 | Maldito amor               | Patricia              | Sebastián Badilla |
| 2017 | Nublado, cubierto y lluvia | Graciela              | Fernando Solis    |
| 2019 | Sumergida                  |                       | Andrés Finat      |
| 2019 | Es la noche el desamparo   |                       | Iñaki Velásquez   |
| 2023 | Eternamente adolescente    |                       | Sebastián Badilla |

## Televisión
| Año  | Título                   | Papel                                  | Notas               |
| ---- | ------------------------ | -------------------------------------- | ------------------- |
| 1986 | Ángel malo               | Verónica                               | Canal 13            |
| 1987 | La invitación            | Valeria Sánchez                        | Canal 13            |
| 1988 | Semidiós                 | Carmen                                 | Canal 13            |
| 1988 | Matilde dedos verdes     | Marcela                                | Canal 13            |
| 1988 | Vivir así                | Angélica Altamira                      | Canal 13            |
| 1989 | Bravo                    | Liliana                                | Canal 13            |
| 1991 | Volver a empezar         | Susana Urmeneta                        | Televisión Nacional |
| 1991 | Ellas por ellas          | Marcela                                | Canal 13            |
| 1993 | Marrón glacé             | Vania Fonkel                           | Canal 13            |
| 1994 | Champaña                 | Elisa Zamudio                          | Canal 13            |
| 1995 | El amor está de moda     | Claudia Hormazábal                     | Canal 13            |
| 1996 | Marrón glacé, el regreso | Vania Fonkel                           | Canal 13            |
| 1997 | Eclipse de luna          | Julia González                         | Canal 13            |
| 1998 | Amándote                 | Betsabé Quinteros                      | Canal 13            |
| 1999 | Fuera de control         | Marla Mackenzie                        | Canal 13            |
| 2000 | Sabor a ti               | Violeta Espinoza                       | Canal 13            |
| 2004 | Tentación                | Paula Sandoval                         | Canal 13            |
| 2005 | Gatas y tuercas          | Marcia Briceño                         | Canal 13            |
| 2006 | Charly tango             | Ninoska Patiño                         | Canal 13            |
| 2007 | Papi Ricky               | Úrsula Flores                          | Canal 13            |
| 2009 | Corazón rebelde          | Sonia Rey                              | Canal 13            |
| 2011 | Infiltradas              | Atenea Magallanes / Minerva Magallanes | Chilevisión         |
| 2013 | Las Vegas                | Teresa Acuña                           | Canal 13            |
| 2021 | Verdades ocultas         | Gracia Pérez                           | Mega                |
| 2022 | Pobre novio              | Stella Valderrama                      | Mega                |
| 2025 | Los Casablanca           | Patricia Santis                        | Mega                |

| Año       | Título                  | Papel           | Notas               |
| --------- | ----------------------- | --------------- | ------------------- |
| 1994      | Soltero a la medida     | Gladys          | Canal 13            |
| 2000      | La otra cara del espejo | Señora Robles   | Mega                |
| 2001      | El día menos pensado    | Ana María       | Televisión Nacional |
| 2002      | El día menos pensado    | Lissette O'Ryan | Televisión Nacional |
| 2003      | Cuentos de mujeres      | Antonia         | Televisión Nacional |
| 2003      | La vida es una lotería  | Raquel          | Televisión Nacional |
| 2004      | El socio                | Olivia          | Televisión Nacional |
| 2004      | El cuento del tío       | Elisa           | Televisión Nacional |
| 2008-2009 | Amango                  | Lulú Opazo      | Canal 13            |
| 2008-2014 | Los 80                  | Nancy Morales   | Canal 13            |
| 2013      | El hombre de tu vida    | Susana          | Canal 13            |
| 2016      | Once comida             | Myriam González | Televisión Nacional |
| 2020      | Los Carcamales          | Carmen          | Canal 13            |

Programas
- Arboliris (TVN, 1991-1992) - Conductora
- Teatro en Chilevisión (Chilevisión, 2003) - Actriz invitada
- Pollo en Conserva (La Red, 2005) - Panelista
- Fama (Canal 13, 2007) - Conductora (Reemplazo)
- Amor ciego (Canal 13, 2008) - Conductora
- Amor ciego II (Canal 13, 2008) - Conductora
- Juntos, el show de la mañana (Canal 13, 2008) - Panelista
- Viernes de lokkos (Canal 13, 2009) - Conductora
- 1810 (Canal 13, 2009) - Conductora
- Nadie está libre (Canal 13, 2009) - Conductora
- Nacidos para ganar (Canal 13, 2010) - Conductora
- La casa por la ventana (Canal 13, 2010) - Conductora
- Quién quiere ser millonario: alta tensión (Canal 13, 2012) - Invitada
- Vértigo 2012 (Canal 13, 2012) - Invitada
- Más vale tarde (Mega, 2013) - Invitada
- Dudo (Canal 13C, 2013) - Invitada
- Sin Dios ni late (Zona Latina, 2014) - Invitada
- Avenida 88.1 (Radio Imagina, 2013-2019) - Conductora
- Vértigo 2015 (Canal 13, 2015) - Invitada
- Lip Sync Chile (TVN, 2015) - Participante
- PH, podemos hablar (Chilevisión, 2019) - Invitada
- De tú a tú (Canal 13, 2021) - Invitada
- Juego textual (Canal 13, 2022) - Panelista

#### Publicidad
- Chomp Marrón Glacé de Savory (1993)
- Jumbo (2007-2010, con la actriz Carolina Arregui)
- Teatrical, cremas para la piel.

## Teatro
- 1987: La única noche que pasé contigo, dirigida por Lucho Córdoba
- 2001: Monólogos de la vagina, dirigida por ella misma.
- 2002: Las chiquillas van a la pelea, dirigida por ella misma. Teatro Lo Castillo.
- 2003: La niña en la palomera
- 2005: Pequeños crímenes conyugales de Éric-Emmanuel Schmitt, dirigida por Alejandro Castillo Tirado
- 2006: El hombre de mi vida
- 2007: Escenarios del alma. Teatro Telefónica.
- 2008: ¿Le doy o no Le doy?, de Sherry Argov,
- 2010: Cancún, de Jordi Galcerán, dirigida por Jesús Codina.
- 2012: La duda, de John Patrick Shanley, dirigida por ella misma. Teatro Ictus.
- 2013: Chicago, el musical, dirigida por Karen Connolly. Teatro Municipal Las Condes.
- 2015: El curioso incidente del perro a medianoche, de Mark Haddon, dirigida por Aranzazú Yankovic. Teatro UC.
- 2016: El principio de Arquímedes, de Josep Maria Miró, dirigida por Aranzazú Yankovic. Teatro Mori.
- 2017: Después de mi, el diluvio, de Lluïsa Cunillé, dirigida por Alejandro Castillo Tirado. Teatro Mori.
- 2017: La soberbia, de Luis Rivano, dirigida por Silvia Novak
- 2019: Proyecto No, de Marco Antonio de la Parra, dirigida por Gregory Cohen. Teatro Ictus.
- 2020: Random, de Gerardo Oettinger, dirigida por Francisco Krebs. Teatro del Lago.
- 2024: Perfectos desconocidos, de Paolo Genovese, dirigida por Francisco Battista. Teatro Mori.
- 2024: María Mater Dei, dirigida por Claudio Pueller. Corporación Cultural de Las Condes.
- 2024: La remolienda, dirigida por Hernán Vallejo. Teatro Nescafé de las Artes.
- 2025: Casa de muñecas, el regreso de Nora, dirigida por Iván Tobar. Teatro Mori Bellavista.

## Vídeos musicales
| Año  | Título                      | Artista             | Dirección                          |
| ---- | --------------------------- | ------------------- | ---------------------------------- |
| 2021 | Belleza                     | Movimiento Original | Pepe Garrido                       |
| 2023 | La mujer que nadie defendió | Karla Grunewaldt    | Iñaki Velásquez y Karla Grunewaldt |

## Radio
- Radio Imagina : Avenida 88.1  (2013 - 2019)